# 土曜ショー
『土曜ショー』（どようショー ）とは、1965年7月24日から1972年9月30日、および1974年10月から1975年9月までNET（日本教育テレビ、現・テレビ朝日）系列局で放送されていたワイドショーである。当初はモノクロ放送だったが、1971年1月2日からカラー放送となった。
なお、1966年内のタイトルは「土曜ショー 午後をあなたに」（どようショー ごごをあなたに）だったが、1967年以降はタイトルから「午後をあなたに」が取れ、単に「土曜ショー」となった。

## 土曜ショー（第1期、1966年4月 - 1972年9月）

### 概要
NETは1964年4月に日本初のワイドショー『木島則夫モーニングショー』を、翌年4月に『ただいま正午・アフタヌーンショー』をスタートさせて成功を収めていたが、これに味を占めた同局は7月、当時未開拓の分野だった土曜朝の時間帯に3つ目のワイドショー番組として当番組をスタートさせた。
1966年4月に毎日放送の『ウィークエンドショー』との枠交換で土曜正午枠へ移動（『ウィークエンドショー』は『ウィークエンドモーニングショー』に改題）。
初代メイン司会は高島忠夫。番組開始当初は、オープニングで高島が「それではゲストをご紹介しましょう」とゲストを出迎える際に、テーマソングを生で歌うのが恒例だった。
1970年末までは先発2番組と同様に主婦向けのニュースショーであったが、カラー放送化した1971年以降、番組は変質の一途をたどり、そして終了へとつながってしまう（詳細は下記参照）。
1972年10月より後番組として『土曜ゴールデンプレゼント』が開始、その後『土曜奥様ショー』を経て、1974年4月の第2期開始（後述）まで1年半の期間を要する。

### 番組の変質と終了への経緯
1971年1月、番組がカラー化されるのを機に、司会が高島から児玉清に交代。この時期以降、公害・天皇制・自衛隊・沖縄といった、当時としては絶対タブーの話題を取り上げるなど硬派の報道番組となり、郵政省（現在は総務省）が問題視するほどの番組となっていった。そして1972年8月12日放送の「禁止!禁止!それでも歌う!!」が仇となり（内容は下記参照）、同年9月30日を最後に当番組は打ち切り、担当ディレクターは配置転換されてしまった。これにより、同時間帯の硬派報道番組路線は途絶えることとなり、NETからテレビ朝日に呼称変更（2003年10月より社名もテレビ朝日に変更）して48年後の2025年4月5日に『ワイド!スクランブル サタデー』の開始で路線復活するまで約52年半もの期間を要することになる。
ちなみに最終回では「ああ、愛しき哉テレビジョン」と題し、民間放送各局の問題番組のディレクターを集めての座談会が行われた（この内容も下記と同様、相当物議を醸した）。

#### 「禁止!禁止!それでも歌う!!」事件の詳細
1972年8月12日に放送された「禁止!禁止!それでも歌う!!」はこの番組の打ち切りを決定的としたもので、その内容は「特定の歌を自主規制コードを作って放送禁止にしている業界のナンセンスぶりを皮肉ることで表現の自由について考えよう…」というものであった。
しかし、この日出演したフォーク歌手の泉谷しげるが暴走し、すでに禁止となっている「戦争小唄」を一部歌詞を変えて歌い、さらに放送禁止歌を審議する日本民間放送連盟の放送音楽審議会の関係者の目前で（この時点ではまだ禁止に指定されていなかった）「先天性欲情魔」を歌った。しかも生コマーシャルに対して「くだらねぇ!!やるんじゃねぇ!!!!」と暴言を吐いた上、その商品を「うめぇわけねぇだろぉっ!」と罵倒し、スタジオを凍りつかせた（ディレクターは左遷され、泉谷も出演禁止になった）。結局、これが引き金となり、打ち切りが決定してしまう。

## 土曜ショー（第2期、1974年10月 - 1975年9月）
第1期の終了から2年後、1974年10月より再び『土曜ショー』のタイトルで放送開始する。
エンディングテーマは司会者である高島忠夫と堀江美都子の『お父さん』（作詞：丘灯至夫 / 作曲：遠藤実 / 編曲：只野通泰）。

### タモリのテレビ初出演
特筆すべき放送回として、1975年8月30日に放送された、漫画家の赤塚不二夫が出演した「マンガ大行進 赤塚不二夫ショー」が有名。この回に、当時福岡から上京し赤塚宅に居候していたタモリが出演した（これがタモリ自身初のテレビ出演であり、芸能界デビュー作でもある）。当時黒柳徹子が偶然この番組を視聴しており、タモリが披露する芸を見て興味を持ったことから、『13時ショー』（当時黒柳が司会をしていた平日午後の番組。現在の『徹子の部屋』の源流である）の企画「珍芸スターお笑い大行進」にタモリが出演することとなる（これも赤塚とともに出演）。これが後年の『徹子の部屋』におけるタモリの年末恒例出演へも繋がることとなる。

### 番組終了とその後
1975年9月で番組は終了し『土曜ショー』は8年近い歴史（中断期間を除く）に完全に幕を下ろし、同時に、10年弱続いたNET→テレビ朝日土曜昼の情報系番組は中断する（その間は『独占!女の60分』→『天下の達人!4本勝負』とバラエティ番組が続く）が、1993年4月放送開始の『邦子がタッチ』で再開。その後『陽気にカプチーノ』（1997年4月 - 9月）を最後に再び途絶えた後、2019年4月放送開始の『中居正広のニュースな会』から再開、21年半ぶり（本番組終了からは43年半ぶり）にテレビ朝日土曜正午枠の情報系番組が復活。その後3か月間（2025年1月 -  3月）の中断を経て、2025年4月より現在の『ワイド!スクランブル サタデー』が放送開始している。

## 司会
- 高島忠夫 - 1970年12月で降板。後継の『土曜奥様ショー』→『土曜ショー』（第2期）で復帰。
- 児玉清 - 1971年1月〜最終回までのメイン司会者。
- ザ・ドリフターズ - スタート時〜1967年3月までのレギュラー。
- 八代英太 - 1967年4月～1968年3月までのサブ司会者。
- 藤村俊二 - 1968年4月〜1971年9月までのサブ司会者。初代メイン司会者の高島とともに『土曜奥様ショー』にも引き続き出演。毎回オープニングなど、そのテーマに関連したツッコミを入れるコメディー・リリーフ的な役割も持っていた。
- 野末陳平 - 1971年〜最終回?
- 十朱幸代 - スタート時〜1967年3月までのアシスタント。
- いしだあゆみ - 1967年4月〜1970年3月までのアシスタント。
- 由美かおる - 1970年4月〜1971年9月までのアシスタント。
- 光本幸子 - 1971年10月〜最終回までのアシスタント。
- 堀江美都子 - 第2期のアシスタント。『土曜奥様ショー』時代の1974年4月から、同番組のEDテーマ『恋がほしい』（作詞：寿美花代 / 作曲：高島忠夫）を歌った事が縁でアシスタントを担当していた。

## ネットしていた局
※系列はネット終了時点。
※無印は初回から最終回までネット。
▲印は協力関係によるネット。
| 放送対象地域  | 放送局                                 | 系列（当時）                                 | 第1期                                     | 土曜GP →土曜奥様      | 第2期           | 備考                                           |
| ------------- | -------------------------------------- | -------------------------------------------- | ----------------------------------------- | --------------------- | --------------- | ---------------------------------------------- |
| 関東広域圏    | 日本教育テレビ （NET、現・テレビ朝日） | NETテレビ系列                                | ※制作局                                   | ※制作局               | ※制作局         | ※制作局                                        |
| 北海道        | 北海道放送（HBC）                      | TBS系列                                      | ～1968年11月                              | -                     | -               | 14時から2時間遅れで時差ネット。                |
| 北海道        | 北海道テレビ放送（HTB）                | NETテレビ系列                                | 1968年12月7日～                           |                       |                 |                                                |
| 青森県        | 青森テレビ（ATV）                      | NETテレビ系列 TBS系列                        | 1969年12月6日～                           |                       |                 | 1975年4月よりTBS系列に一本化                   |
| 岩手県        | テレビ岩手（TVI）                      | 日本テレビ系列 NETテレビ系列                 | 1969年12月6日～                           |                       |                 |                                                |
| 宮城県        | 宮城テレビ（MTB）                      | 日本テレビ系列 NETテレビ系列                 | 1970年10月3日～                           |                       |                 |                                                |
| 秋田県        | 秋田テレビ（AKT）                      | フジテレビ系列                               | 1969年12月6日～                           |                       |                 |                                                |
| 福島県        | 福島中央テレビ（FCT）                  | 日本テレビ系列 NETテレビ系列                 | 1970年4月4日～                            |                       |                 |                                                |
| 新潟県        | 新潟総合テレビ（NST）                  | フジテレビ系列 日本テレビ系列 NETテレビ系列  | 1968年12月7日（開局前のサービス放送期）～ |                       |                 | 現・NST新潟総合テレビ                          |
| 中京広域圏    | 名古屋放送（NBN）                      | 日本テレビ系列 NETテレビ系列                 | ～1969年3月29日                           |                       |                 | 現・名古屋テレビ放送                           |
| 中京広域圏    | 中京テレビ（CTV）                      | 日本テレビ系列 NETテレビ系列 東京12CH系列▲   | 1969年4月5日～                            | -                     | -               | 開局時の社名は中京ユー・エッチ・エフ・テレビ   |
| 近畿広域圏    | 毎日放送（MBS）                        | NETテレビ系列 東京12CH系列▲                  | -                                         | 1973年4月7日～9月29日 | -               | 1975年3月の腸捻転解消により、現在はTBS系列局。 |
| 京都府        | 近畿放送（KBS）                        | 独立局 東京12CH系列▲                         | -                                         | 1974年4月6日～        |                 | 現・京都放送（KBS京都）                        |
| 兵庫県        | サンテレビ（SUN）                      | 独立局 東京12CH系列▲                         | -                                         | 1974年4月6日～        |                 |                                                |
| 鳥取県 島根県 | 日本海テレビ（NKT）                    | 日本テレビ系列 NETテレビ系列▲                |                                           |                       |                 |                                                |
| 香川県        | 瀬戸内海放送（KSB）                    | NETテレビ系列                                | 1969年4月5日～                            |                       |                 | 当時の放送対象地域は香川県のみ                 |
| 広島県        | 広島ホームテレビ（UHT）                | NETテレビ系列                                | 1970年12月5日～                           |                       | ～1975年3月29日 |                                                |
| 福岡県        | 九州朝日放送（KBC）                    | NETテレビ系列                                |                                           |                       |                 |                                                |
| 熊本県        | テレビ熊本（TKU）                      | フジテレビ系列 NETテレビ系列 日本テレビ系列▲ | 1969年4月5日～                            |                       |                 |                                                |
| 大分県        | テレビ大分（TOS）                      | 日本テレビ系列 フジテレビ系列 NETテレビ系列  | 1970年4月4日～                            |                       |                 |                                                |
| 鹿児島県      | 鹿児島テレビ（KTS）                    | 日本テレビ系列 フジテレビ系列 NETテレビ系列  | 1969年4月5日～                            |                       |                 |                                                |

なお、提供クレジットは各局で送出していた。

## 関連事項
- テレビ朝日番組一覧
- モーニングショー
- アフタヌーンショー
- ウィークエンドモーニングショー
- 土曜ゴールデンプレゼント - 第1期の後番組
- 土曜奥様ショー - 第2期の前番組
- 13時ショー
- ワイド!スクランブル
  - ワイド!スクランブル サタデー
- 週刊ワイドコロシアム
- サンデースクランブル
- サタデースクランブル
- 中居正広の土曜日な会

| NET系列 土曜 8:15 - 9:00枠                    | NET系列 土曜 8:15 - 9:00枠                                                                      | NET系列 土曜 8:15 - 9:00枠 |
| 前番組                                        | 番組名                                                                                          | 次番組 |
| --------------------------------------------- | ----------------------------------------------------------------------------------------------- | --- |
| ローカルセールス枠 （不明 - 1965年7月17日）   | 土曜ショー 朝です奥さん お嬢さん （1965年7月24日 - 1966年3月26日）                              | ローカルセールス枠 （1966年4月2日 - 不明） ※ - 8:30ウィークエンドモーニングショー （1966年4月 - 1969年12月） ※8:30 - 9:30 【ここから毎日放送制作ワイドショー】 |
| NET系列 土曜正午枠                            |                                                                                                 | |
| ウィークエンドショー 【ここまで毎日放送制作】 | 土曜ショー 午後をあなたに ↓ 土曜ショー（第1期） （1966年4月 - 1972年9月） 【当番組よりNET制作】 | 土曜ゴールデンプレゼント |
| 土曜奥様ショー                                | 土曜ショー（第2期） （1974年10月 - 1975年9月） 【当番組までワイドショー】                       | 独占!女の60分 【ここからバラエティ番組】 |